# Rêves de gosse
Albums de RK
Insolent
(2018) Neverland
(2020)
Rêves de gosse est le deuxième album du rappeur français RK sorti le 5 avril 2019.

## Liste des pistes
| No  | Titre                                    | Auteur        | Compositeur(s)                                    | Durée |
| --- | ---------------------------------------- | ------------- | ------------------------------------------------- | ----- |
| 1.  | J'ai trop zoné                           | RK            | Dayzer                                            | 3:42  |
| 2.  | Cataleya                                 | RK            | Doubtless                                         | 3:22  |
| 3.  | Dans mon square                          | RK            | Iksma, MOC                                        | 3:28  |
| 4.  | Indécis                                  | RK            | RJacks & Masta                                    | 3:19  |
| 5.  | Ne crois pas que c'est drôle (feat. Jul) | RK, Jul       | Jul                                               | 4:19  |
| 6.  | Rédemption                               | RK            | SK Beatz                                          | 3:48  |
| 7.  | Chaque jour                              | RK            | RJacks & Masta                                    | 3:30  |
| 8.  | Tard le soir                             | RK            | Dayzer                                            | 3:43  |
| 9.  | Rockstar                                 | RK            | Seezy                                             | 3:42  |
| 10. | Like This (feat. Icy Narco)              | RK, Icy Narco | Seezy                                             | 3:10  |
| 11. | Avant que je me couche                   | RK            | Wladimir Pariente, Unfazzed                       | 4:02  |
| 12. | Ne m'en veux pas                         | RK            | Million Man                                       | 3:06  |
| 13. | V2V                                      | RK            | MOC                                               | 3:01  |
| 14. | Si demain                                | RK            | Yannis Wade                                       | 3:07  |
| 15. | C'est mon sang (feat. Sofiane)           | RK, Sofiane   | Zeg P                                             | 3:06  |
| 16. | Bulma                                    | RK            | Iksma, Wladimir Pariente, Josh                    | 3:01  |
| 17. | Sans m'attacher                          | RK            | Josh, MOC                                         | 2:57  |
| 18. | Comme à l'ancienne (feat. PLK)           | RK, PLK       | DST The Danger, Wladimir Pariente, Josh, Unfazzed | 3:22  |
| 19. | No No                                    | RK            | Yannis Wade                                       | 2:48  |
| 20. | Demain c'est loin                        | RK            | Iksma, Josh, MOC                                  | 3:07  |

## Titres certifiés en France
- Cataleya  Platine [2]
- Rockstar  Or [3]
- C'est mon sang (feat. Sofiane)  Diamant [4]
- Rédemption Or[5]

## Clips vidéos
- Rédemption : 8 février 2019
- C'est mon sang (feat. Sofiane) : 7 mars 2019
- Ne m'en veux pas : 4 avril 2019
- Cataleya : 12 juin 2019

## Classements et certifications

### Classements hebdomadaires
| Classement (2019)            | Meilleure position |
| ---------------------------- | ------------------ |
| France (SNEP)                | 3                  |
| Belgique (Wallonie Ultratop) | 7                  |
| Suisse (Schweizer Hitparade) | 7                  |

### Certifications
| Région                                                                                                 | Certification | Ventes/Streams |
| --- | ------------- | -------------- |
| France (SNEP)                                                                                          | Platine       | 100 000*       |
| *Ventes selon la certification ^Mise en rayon selon la certification xNon précisé par la certification |               |                |